# Mistrovství světa juniorů v ledolezení 2018
Mistrovství světa juniorů v ledolezení 2018 (anglicky UIAA Ice Climbing World Youth Championship) proběhlo 5. – 7. ledna 2018 ve lichtenštejnském Malbunu

## Průběh závodů

### Kategorie
- U16 (13 – 15 let) ročníky 2005-2003
- U19 (16 – 18 let) ročníky 2002-2000
- U22 (19 – 21 let) ročníky 1999-1997[1]

### Výsledky obtížnost
| pořadí | junioři            | junioři          | junioři            | juniorky           | juniorky           | juniorky                   |
| pořadí | U16                | U19              | U22                | U16                | U19                | U22                        |
| ------ | ------------------ | ---------------- | ------------------ | ------------------ | ------------------ | -------------------------- |
| 1.     | Maksim Reshetnikov | Louna Ladevant   | Lukas Goetz        | Evgeniia Iashkova  | Valerija Bogdanová | Sina Goetz                 |
| 2.     | Pavel Sadakov      | Ilia Kurochkin   | Sayedemad Hosseini | Daria Glotova      | Iuliia Filateva    | Cora Vogel Vivien Labarile |
| 3.     | Tikhon Tokarev     | Fedor Prazdnikov | Lim Hyeongsub      | Elizaveta Smerdova | Lea Beck           | Cora Vogel Vivien Labarile |
|        |                    |                  |                    |                    |                    |                            |
| další  | —                  | —                | —                  | —                  | 12. Aneta Loužecká | —                          |
| celkem | 8 finalistů        | 8 finalistů      | 8 finalistů        | 8 finalistek       | 8 finalistek       | 5 finalistky               |
| celkem | 10 juniorů         | 15 juniorů       | 18 juniorů         | 9 juniorek         | 12 juniorek        | 5 juniorky                 |

### Výsledky rychlost
| pořadí | junioři            | junioři          | junioři           | juniorky           | juniorky           | juniorky           |
| pořadí | U16                | U19              | U22               | U16                | U19                | U22                |
| ------ | ------------------ | ---------------- | ----------------- | ------------------ | ------------------ | ------------------ |
| 1.     | Danila Bikulov     | Nikita Glazyrin  | Anton Sucharev    | Elizaveta Smerdova | Valerija Bogdanová | Vivien Labarile    |
| 2.     | Pavel Sadakov      | Fedor Prazdnikov | Tristan Ladevant  | Evgeniia Iashkova  | Irina Dubovtseva   | Félicie Camelin    |
| 3.     | Maksim Reshetnikov | Daniil Chermenin | Vadim Malshchukov | Daria Glotova      | Diana Galimova     | Alena Kočebajevová |
|        |                    |                  |                   |                    |                    |                    |
| další  | —                  | —                | —                 | — —                | —                  | —                  |
| celkem | - finalisté        | - finalistů      | - finalistů       | 4 finalistek       | 4/8 finalistek     | 2 finalistky       |
| celkem | 9 juniorů          | 13 juniorů       | 15 juniorů        | 7 juniorek         | 12 juniorek        | 3 juniorky         |

### Výsledky národních týmů
1. ↑  Theuiaa.org: archiv výsledků v ledolezení Archivováno 23. 6. 2019 na Wayback Machine. (2002-)

### Medaile podle zemí
| pořadí | stát      | Zlatá medaile | Stříbrná medaile | Bronzová medaile | celkem |
| ------ | --------- | ------------- | ---------------- | ---------------- | ------ |
| 1.     | Rusko     | 8             | 6                | 8                | 22     |
| 2.     | Švýcarsko | 3             | 3                | 0                | 6      |
| 3.     | Francie   | 1             | 1                | 1                | 3      |
| 4.     | Kanada    | 0             | 1                | 0                | 1      |
| 5.     | USA       | 0             | 0                | 2                | 2      |